# Furnarius

Los horneros (Furnarius) son un género de aves paseriformes perteneciente a la familia Furnariidae que agrupa a especies nativas de América del Sur donde se distribuyen desde el norte de Colombia y Venezuela hasta el norte de la Patagonia en Argentina. Son llamadas así debido a que su nido tiene la forma de un horno de barro.

## Nombres populares
A sus miembros se los conoce ampliamente por el nombre popular de horneros. En otras localidades pueden ser llamados de tiluchi, en Santa Cruz, Bolivia; chilalo en el Departamento de Piura, Tumbes y Lambayeque, Perú; en Argentina se lo conoce como casero en Tucumán y Entre Ríos, caserito en Santiago del Estero, alonsito en Corrientes y en Paraguay, albañil (en Argentina, Colombia y Venezuela).

## Etimología
El nombre genérico masculino «Furnarius» proviene del latín «furnarius» que significa ‘panadero’, o «furnus» que significa ‘horno’; en referencia al distintivo nido de las especies del género.

## Particularidades

### Nido

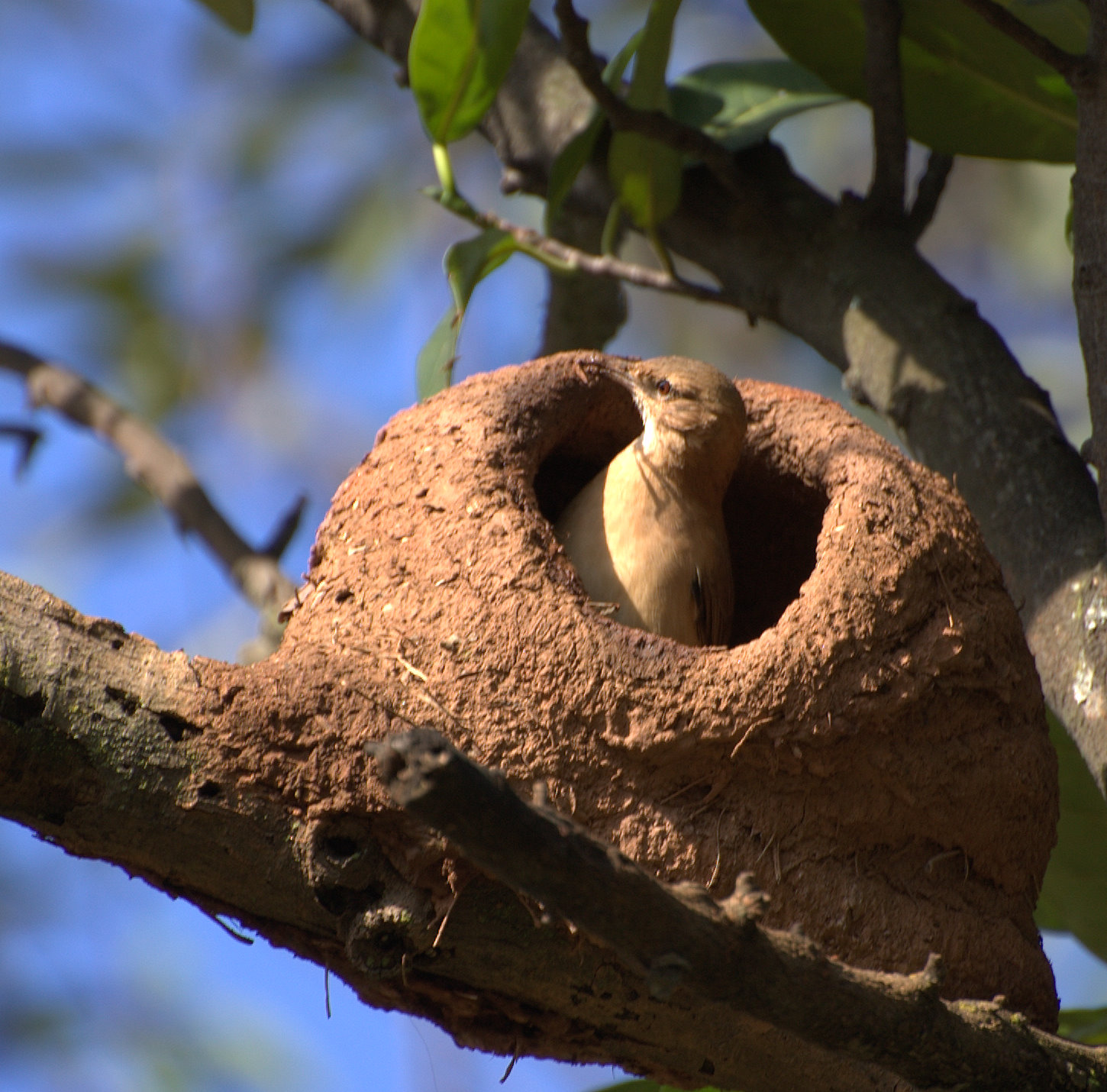
Un hornero construyendo su típico nido.

La pareja construye el nido. Su peso final promedia los 5 kg, y adquiere una dureza considerable una vez seco.
Posee forma exterior redondeada con una abertura redondeada a la derecha o la izquierda, dando acceso a un pasillo que separa mediante una pared interna al lecho o "habitación" en donde se incubarán los huevos.
Cada nido se utiliza una vez, por lo que se construye otro al año siguiente. Los usados quedan libres para quien quiera utilizarlo, ya sea otra especie de ave o el hombre para adorno, lo que frecuentemente ocurre.

### Canto
El sonido que emite el Hornero es un estallido fuerte y rítmico de sílabas que parecieran decir "quip"o "yip", a menudo lo emite a dúo mientras bate sus alas enérgicamente.

## Reproducción
La pareja se mantiene junta toda la vida. Llegada la primavera, la cámara del nido alberga un promedio de cuatro huevos, incuban ambos padres de modo alternativo, durante 15 días. Cuando uno regresa, se anuncia con su canto para que el otro salga. Debido a su dieta y tamaño suele ser víctima de parasitismo por parte del tordo renegrido, y se los puede ver criando a pichones de esta especie.

## Comportamiento
Al igual que las palomas, los horneros que conviven en las ciudades poseen un carácter manso por lo que pueden apreciarse en cercanía de los humanos. No es un ave migratoria. 

## Taxonomía
Las anteriormente subespecies F. leucopus cinnamomeus y F. leucopus longirostris ya eran tratadas como especies plenas por el Congreso Ornitológico Internacional (IOC), por Aves del Mundo (HBW) y por Birdlife International (BLI), y más recientemente por Clements checklist/eBird. A pesar de reconocer que merecerían ser elevadas al rango de especies plenas,el Comité de Clasificación de Sudamérica (SACC) rechazó la Propuesta N.º 35, de separación de las subespecies, debido a insuficiencia de datos publicados.

## Lista de especies
Según las clasificaciones del IOC Clements Checklist/eBird, el género agrupa a las siguientes especies con el respectivo nombre popular de acuerdo con la Sociedad Española de Ornitología (SEO):
| Imagen | Nombre binomial        | Autor                       | Nombre común         | Subespecies | Estado de conservación | Distribución |
| ------ | ---------------------- | --------------------------- | -------------------- | ----------- | ---------------------- | ------------ |
|        | Furnarius figulus      | (Lichtenstein, 1823)        | Hornero colibandeado | 2 (detalle) | LC                     |              |
|        | Furnarius leucopus     | Swainson, 1838              | Hornero paticlaro    | 4 (detalle) | LC                     |              |
|        | Furnarius cinnamomeus  | (Lesson, 1844)              | Hornero del Pacífico | -           | LC                     |              |
|        | Furnarius longirostris | Pelzeln, 1856               | Hornero del Caribe   | 2 (detalle) | LC                     |              |
|        | Furnarius torridus     | P.L. Sclater & Salvin, 1866 | Hornero castaño      | -           | LC                     |              |
|        | Furnarius minor        | Pelzeln, 1858               | hornero chico        | -           | LC                     |              |
|        | Furnarius rufus        | (Gmelin, 1788)              | Hornero común        | 5 (detalle) | LC                     |              |
|        | Furnarius cristatus    | Burmeister, 1888            | Hornero copetón      | -           | LC                     |              |

## Curiosidades
Según se señala en el libro "El Hornero" de los reconocidos ornitólogos Raúl Cárman y Tito Narosky , "...en la Argentina se publicó por primera vez un dibujo del Hornero y su nido en una guía de campo en 1917. Redactor e ilustrador de esta obra precursora fue el Dr. Juan Brethes (1871-1928). entomólogo y socio fundador de la Sociedad Ornitológica del Plata..."
En 1928 los escolares argentinos de la época lo eligieron ave nacional a través de una votación realizada por el diario La Razón.
Desde 2017 el hornero es la imagen del billete de 1000 pesos de la República Argentina, como parte de la serie Animales Autóctonos que busca resaltar la biodiversidad local. Con anterioridad, en 1985 fue la imagen de la moneda de medio centavo de Austral, moneda antecesora del peso actualmente vigente.